# Orlando von Einsiedel
Orlando von Einsiedel é um cineasta britânico. Venceu o Oscar de melhor documentário de curta-metragem na edição de 2017 pelo trabalho na obra The White Helmets, ao lado de Joanna Natasegara.

## Filmografia
- Skateistan: To Live and Skate Kabul (2010)
- We Ride: The Story of Snowboarding (2013)
- Virunga (2014)
- The White Helmets (2016)